# جيم نورتن (لاعب كرة قدم أمريكية)
جيم نورتن (بالإنجليزية: Jim Norton)‏ هو لاعب كرة قدم أمريكية أمريكي، ولد في 18 نوفمبر 1942 في ويلمينغتون في الولايات المتحدة.

## وصلات خارجية
- جيم نورتن على موقع مرجع كرة القدم المحترفة.كوم (الإنجليزية)